# Astragalus follicularis
Astragalus follicularis es una especie de planta del género Astragalus, de la familia de las leguminosas, orden Fabales.

## Distribución
Astragalus follicularis se distribuye por Siberia (Altái, Gorno-Altaisk), Kazajistán y Mongolia.

## Taxonomía
Fue descrita científicamente por Pall. Fue publicada en Sp. Astragal. 19 (1800).